# Beegie Adair
Beegie Adair (Cave City (Kentucky), 11 december 1937 - Franklin (Tennessee), 23 januari 2022) was een Amerikaanse jazzpianiste.

## Opleiding
Adair studeerde piano aan de Western Kentucky University. Hierna verhuisde ze naar Nashville in Tennessee waar ze afstudeerde aan het Peabody College. Na haar studie vormde ze haar eigen jazztrio, het Beegie Adair Trio.

## Werk en optredens
Adair trad veel op voor de radio en televisie, waaronder op WSM TV, waar ze in dienst kwam als musicus. Na negen jaar bij deze omroep begon ze freelance opnames te doen en ook in orkesten op te treden bij de televisie. Ze speelde onder meer piano en keyboard tijdens de Johnny Cash Show op de landelijke zender ABC gedurende drie jaar.

## Plaatopnames en televisie
Adair is op vele jazzalbums te horen samen met musici van over de gehele wereld zoals John Stewart, John Loudermilk, J.J. Cale, Ronnie Milsap en Mickey Newbury. Televisieshows waar ze optreedt zijn shows met Dolly Parton, Carol Burnett en Lucille Ball. Adair heeft vele artiesten begeleid waaronder Urbie Green, Nat Adderley, Lew Tabackin, Perry Como, Wayne Newton en Henry Mancini tijdens live-concerten. Ze heeft 23 plaatopnamen gemaakt met haar eigen trio, dat behalve haarzelf bestaat uit de bassist Roger Spencer en de percussionist Chris Brown. In 2007 woonde ze in Franklin in Tennessee samen met haar echtgenoot Bill die hoogleraar jazzstudies is aan de Balir School, een onderdeel van de Vanderbilt University.